# Al-Mustakfi
al-Mustakfi, död 949, var abbasidernas 22:e kalif. Han var regerade kalif i Abbasidkalifatet mellan 944 och 946. 